# Alphense Boys
Alphense Boys is een op 1 juni 1930 opgerichte Nederlandse amateurvoetbalvereniging uit Alphen aan den Rijn in de provincie Zuid-Holland. De thuiswedstrijden worden op het "Sportpark De Bijlen" gespeeld. Met ruim 1000 spelende leden is het een van de grootste sportverenigingen van Alphen aan den Rijn.

## Standaardelftallen

### Zaterdag
Het standaardelftal in het zaterdagvoetbal speelde vanaf het seizoen 2018/19 weer standaardcompetitievoetbal, het werd toen ingedeeld in de Vierde klasse van het KNVB-district West-II, waar het opnieuw instroomt op het laagste niveau.
In het jaar 2019 tot met 2021 werd de competitie gestaakt vanwege de coronapandemie. In het seizoen 2022/23 werd er geen standaardelftal ingeschreven voor de zaterdagcompetitie.
Alphense Boys wilde al eerder overstappen van de zondag- naar de zaterdagafdeling, maar kon die stap niet horizontaal maken, aangezien de KNVB dat voor Hoofdklassers niet toestond. In 2023 nam het standaardelftal afstand van het voetballen op zondag en werd zaterdag de nieuwe voorkeursspeeldag.

#### Competitieresultaten 2004–2005 en 2019-2022
| 2 5A |

| 6 4B |

|  |

| 4 4A |

| -- 4B |

| -- 4B |

| 14 4B |

| Vierde klasse |
| Vijfde klasse |

### Zondag
Het standaardelftal in de zondagafdeling speelt na de promotie in het seizoen 2016/17 uit de Eerste klasse weer in de Hoofdklasse, dat in 2022 de naam Vierde divisie kreeg.
In 2004 en 2005 kwam de linksback van Alphense Boys, William Burnama, ook uit voor het Zuid-Moluks voetbalelftal.
Op 7 juni 2013 werd de amateurvoetbalclub door de KNVB-tuchtcommissie teruggezet vanuit de Hoofdklasse naar de Eerste Klasse. Deze straf volgde op een massale vechtpartij na afloop van de wedstrijd (om promotie/degradatie) tussen Alphense Boys en Topklasser Haaglandia op zondag 2 juni 2013.
Het elftal promoveerde opnieuw in het jaar 2016/2017 door in de nacompetitie de sterkste te zijn.
In 2023 kwam er een einde aan zondagvoetbal voor het standaardelftal bij Alphense Boys.

#### Competitieresultaten 1947–heden
| 9 4A |

| 4 4B |

| 8 4B |

|  |

|  |

|  |

| 2 4A |

| 1 4B |

| 5 3C |

| 4 3C |

| 1 3C |

| 5 2A |

| 3 2A |

| 6 2A |

| 5 2A |

| 4 2A |

| 1 2A |

| 2 1B |

| 3 1A |

| 1 1B |

| 6 A |

| 3 A |

| 10 A |

| 14 A |

| 8 1B |

| 10 1B |

| 7 2C |

| 7 2C |

| 4 2C |

| 8 2C |

| 5 2C |

| 2 2D |

| 5 2D |

| 5 2C |

| 5 2C |

| 7 2C |

| 5 2C |

| 1 2C |

| 2 1B |

| 11 A |

| 3 A |

| 2 A |

| 4 1B |

| 2 1A |

| 3 1A |

| 2 1B |

| 7 A |

| 8 B |

| 5* A |

| -- A |

| 8 A |

| 11 A |

| 16 A |

| Hoofdklasse/4e Divisie | Eerste klasse | Tweede klasse | Derde klasse | Vierde klasse |

In elke staaf van de grafiek staat van boven naar beneden vermeld: 
- Eindnotering

Dit is de positie die de club heeft bereikt in de competitie, zonder eventuele beslissings-, play-off- of nacompetitiewedstrijden die nodig zijn geweest om bijvoorbeeld de kampioen van de competitie te bepalen.
Indien een * achter het getal staat is de notering een tussenstand en kan het zijn dat de notering niet overeenkomt met de uiteindelijke eindstand van de competitie.
Staat er een - dan is het seizoen nog bezig en is er geen definitieve uitslag bekend.
Staat er xx op de positie van de notering, dan heeft de club vroegtijdig de competitie verlaten. Dit kan onder andere komen door terugtrekking van het team, faillissement van de club of door een uitgedeelde straf van de KNVB. In veel gevallen staat elders in het artikel de reden vermeld.
Staat er een ? dan is het resultaat uit het verleden onbekend, en is alleen de competitie of het niveau bekend van dat seizoen.
In de seizoenen 2019/20 en 2020/21 werd wegens de coronacrisis het amateurvoetbal afgebroken. Daardoor kennen deze staven geen eindklassering (middels -- weergegeven).
- Competitieniveau en afdelingsletter of Officiële eindstand Eredivisie
  - Competitieniveau en afdelingsletter

Hierbij geeft het getal het niveau weer, dat ook terug te vinden is in de legenda. De letter is de afdelingsaanduiding en wordt gebruikt wanneer er meer afdelingen zijn op hetzelfde niveau. De afdelingsletter is altijd een hoofdletter en wordt meestal zonder nummer gebruikt.
Voorbeeld: 2F is niveau 2e klasse competitie F.
Het competitieniveau en nummer wordt niet vermeld wanneer er slechts één competitie van dit niveau was.
  - Officiële eindstand Eredivisie (getal staat tussen haakjes vermeld)

Sinds de introductie van play-offwedstrijden voor Europees voetbal na afloop van de reguliere competitie in 2005/06, is de KNVB verplicht een eindstand van de Eredivisie door te geven aan de UEFA aan de hand van deze play-offwedstrijden.
Bij deze eindstand staan clubs die zich hebben gekwalificeerd voor Europees voetbal hoger dan clubs die zich niet wisten te kwalificeren. Indien er geen verschil was tussen de eindnotering en de officiële eindstand, staat dit getal niet vermeld.

- Onderafdeling

Hier staat afgekort de naam van de onderafdeling indien de club in dat jaar in een onderafdeling uitkwam. Tevens staat deze afkorting in de legenda en wordt gelinkt naar het artikel over deze onderafdeling. Deze afkorting wordt alleen vermeld wanneer de club in het verleden in verschillende onderafdelingen heeft gespeeld. Deze vermelding is in de staaf altijd in kleine letters. Deze onderafdelingen zijn na het seizoen 1995/96 afgeschaft. Heeft de club in slechts één onderafdeling gespeeld, dan is dit alleen terug te vinden in de legenda.
Onder de staaf staat het jaartal vermeld waarin het seizoen is afgesloten. 15 verwijst naar het seizoen 2014/15 of eventueel het seizoen 1914/15.
Wanneer een staaf leeg is, zijn deze gegevens niet bekend. Het kan ook zijn dat de club dat seizoen niet heeft meegespeeld op het hogere amateurniveau, vroegtijdig de competitie heeft verlaten of uit de competitie is gezet.

In het seizoen 1944/45 was er wegens de Tweede Wereldoorlog geen regulier competitievoetbal.

### Beloften
De jeugdelftallen van Alphense Boys spelen op hoog niveau. De belofteploeg behoort tot een select gezelschap van amateurclubs die meespelen in de Onder 21-competitie. Hierin komt het belofte-elftal vooral uit tegen BVO's.

## Bekende (oud-)spelers
- Ahmed Ali
- Mohammed Allach
- Marley Berkvens
- Noussair Mazraoui
- Thijs Timmermans
- Jens Toornstra
- Yassin Oukili
- Thijmen Goppel
- Kees Tol
- Shaquille Pinas
- Kelvin Maynard

SV Aarlanderveen · AVV Alphen · Alphense Boys · VV Alphia · SV ARC · SV Bernardus · BGC Floreant · BSC '68 · Hazerswoudse Boys · VV Koudekerk · VV Zwammerdam